# Luca Udvardy
Luca Udvardy (* 4. November 2005) ist eine ungarische Tennisspielerin.

## Karriere
Udvardy bevorzugt Sandplätze. Sie spielt bislang vor allem auf der ITF World Tennis Tour Juniors und der ITF Women’s World Tennis Tour, wo sie bislang vier Einzel- und zwei Doppeltitel gewann. Ihre ältere Schwester Panna spielt ebenfalls professionell Tennis.
Im Juli 2021 erhielt sie mit ihrer Partnerin Dorka Drahota-Szabó eine Wildcard für das Hauptfeld im Damendoppel des Hungarian Grand Prix 2021, einem Turnier der WTA Tour.

## Turniersiege

### Einzel
| Nr. | Datum          | Turnier     | Kategorie | Belag | Finalgegnerin          | Ergebnis      |
| --- | -------------- | ----------- | --------- | ----- | ---------------------- | ------------- |
| 1.  | 2. Juli 2023   | Alkmaar     | ITF W15   | Sand  | Caijsa Wilda Hennemann | 6:1, 7:5      |
| 2.  | 6. August 2023 | Savitaipale | ITF W15   | Sand  | Sabina Dădaciu         | 6:0, 6:2      |
| 3.  | 23. März 2025  | Alaminos    | ITF W15   | Sand  | Jessica Bertoldo       | 6:1, 7:5      |
| 4.  | 8. Juni 2025   | Osijek      | ITF W15   | Sand  | Eszter Méri            | 3:6, 6:2, 6:3 |

### Doppel
| Nr. | Datum            | Turnier             | Kategorie | Belag     | Partnerin              | Finalgegnerinnen                   | Ergebnis         |
| --- | ---------------- | ------------------- | --------- | --------- | ---------------------- | ---------------------------------- | ---------------- |
| 1.  | 25. Februar 2023 | Scharm asch-Schaich | ITF W15   | Hartplatz | Emilie Lindh Gallagher | Alexandra Pospelowa Nina Rudjukowa | 6:4, 5:7, [10:3] |
| 2.  | 5. August 2023   | Savitaipale         | ITF W15   | Sand      | Laura Hietaranta       | Weronika Baszak Anet Koskel        | 6:1, 6:2         |

## Abschneiden bei Grand-Slam-Turnieren

### Juniorinneneinzel
| Turnier         | 2022 | 2023 | Karriere |
| --------------- | ---- | ---- | -------- |
| Australian Open | —    | 1    | 1        |
| French Open     | 2    | 1    | 2        |
| Wimbledon       | F    | —    | F        |
| US Open         | 2    | —    | 2        |

Zeichenerklärung: S = Turniersieg; F, HF, VF, AF = Einzug ins Finale / Halbfinale / Viertelfinale / Achtelfinale; 1, 2, 3 = Ausscheiden in der 1. / 2. / 3. Hauptrunde; nicht ausgetragen

### Juniorinnendoppel
| Turnier         | 2022 | 2023 | Karriere |
| --------------- | ---- | ---- | -------- |
| Australian Open | —    | VF   | VF       |
| French Open     | 1    | AF   | AF       |
| Wimbledon       | 1    | —    | 1        |
| US Open         | AF   | —    | AF       |